# Hyundai ix35 (Китай)
Hyundai ix35 — кроссовер южнокорейской компании Hyundai, выпускаемый с 2010 года в Китае.

## Первое поколение (LM; 2010—2017)
Первое поколение автомобилей Hyundai ix35 в Китае выпускалось с 2010 по 2017 год. В августе 2013 года автомобиль прошёл фейслифтинг.

### Галерея

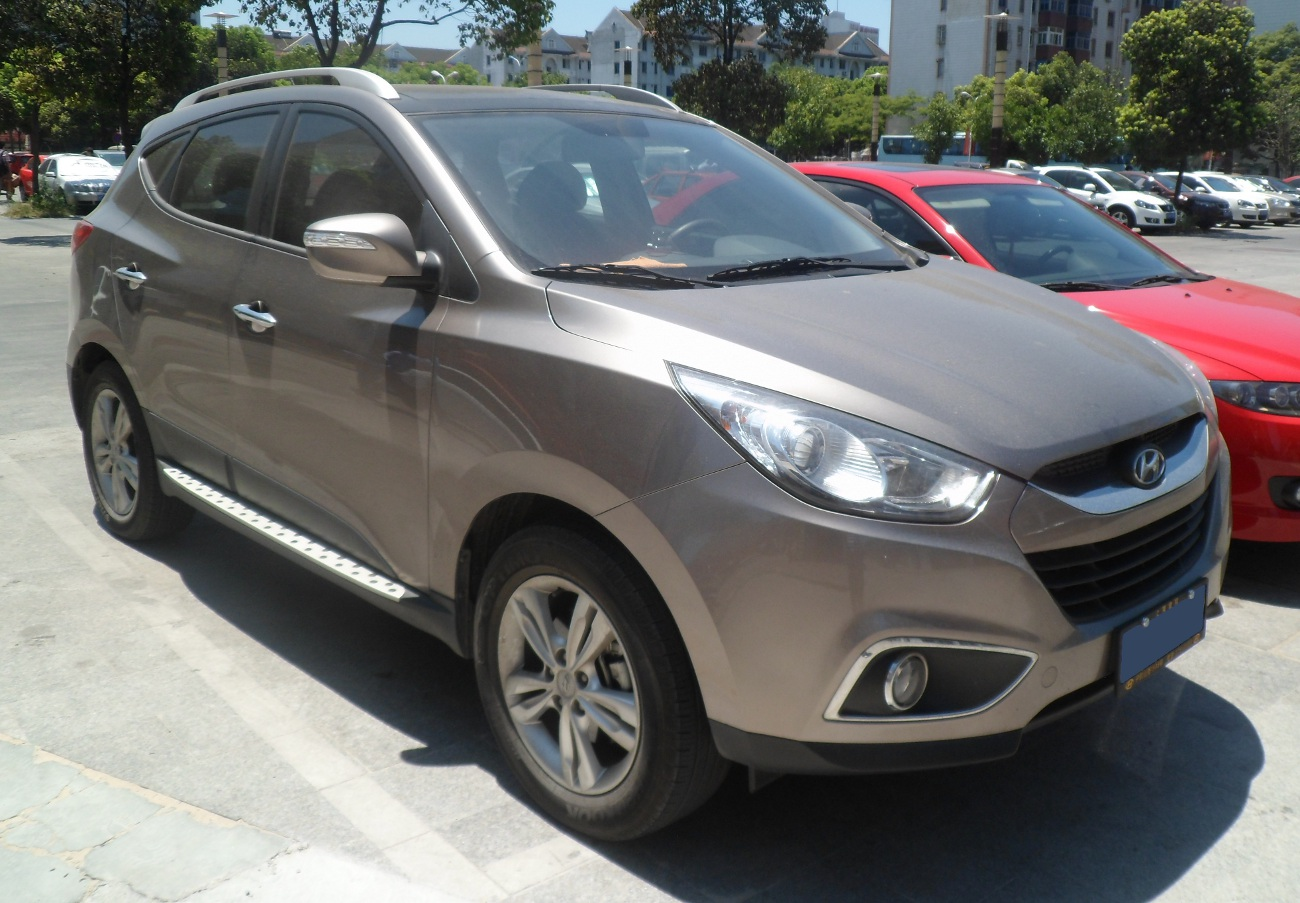
Hyundai ix35 до рестайлинга
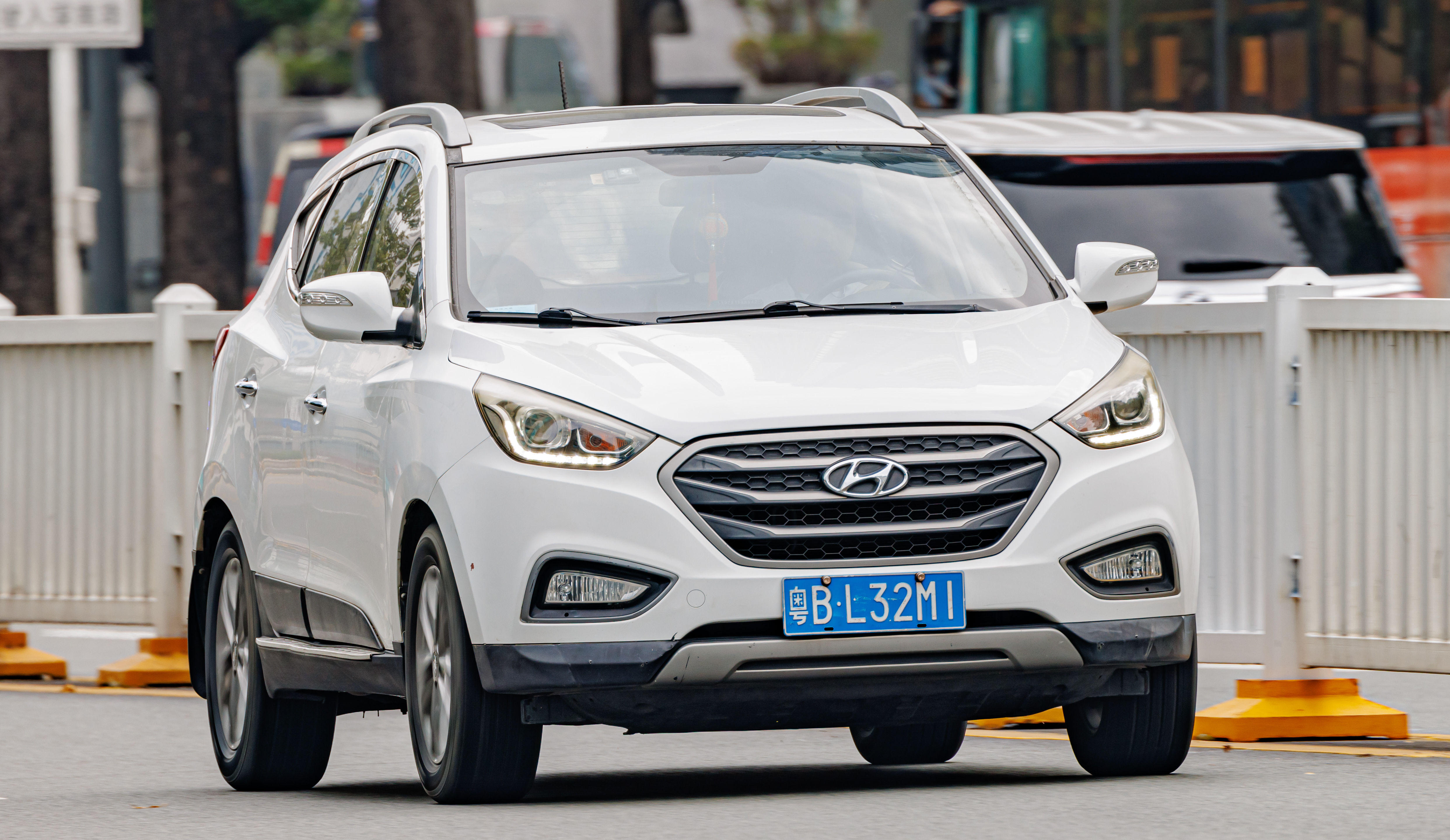
Hyundai ix35 после рестайлинга
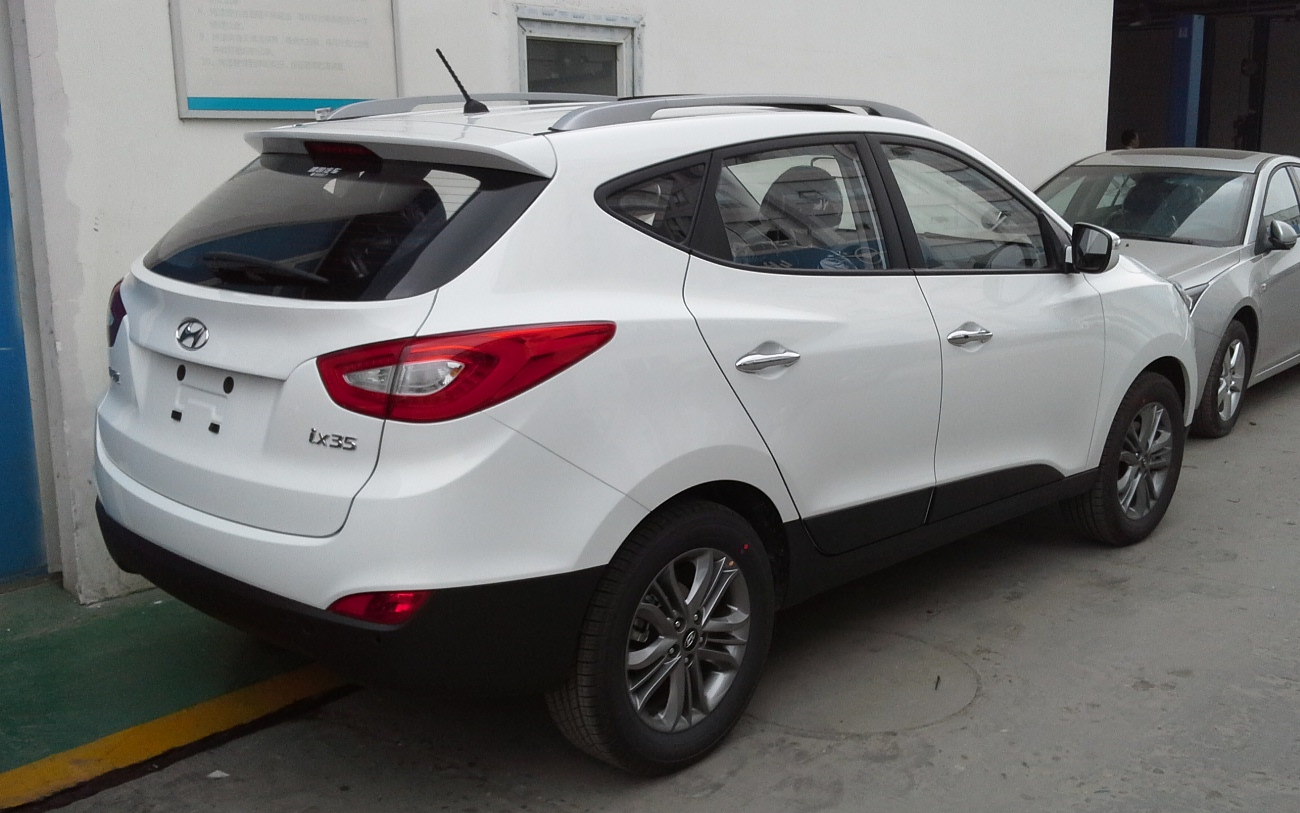
Hyundai ix35 после рестайлинга

## Второе поколение (NU; 2017 — настоящее время)
Второе поколение автомобилей Hyundai ix35 в Китае выпускается с 2017 года. В 2020 году автомобиль прошёл фейслифтинг. По состоянию на 2023 год, автомобиль Hyundai ix35 планируется заменить автомобилем Hyundai Mufasa.

### Галерея

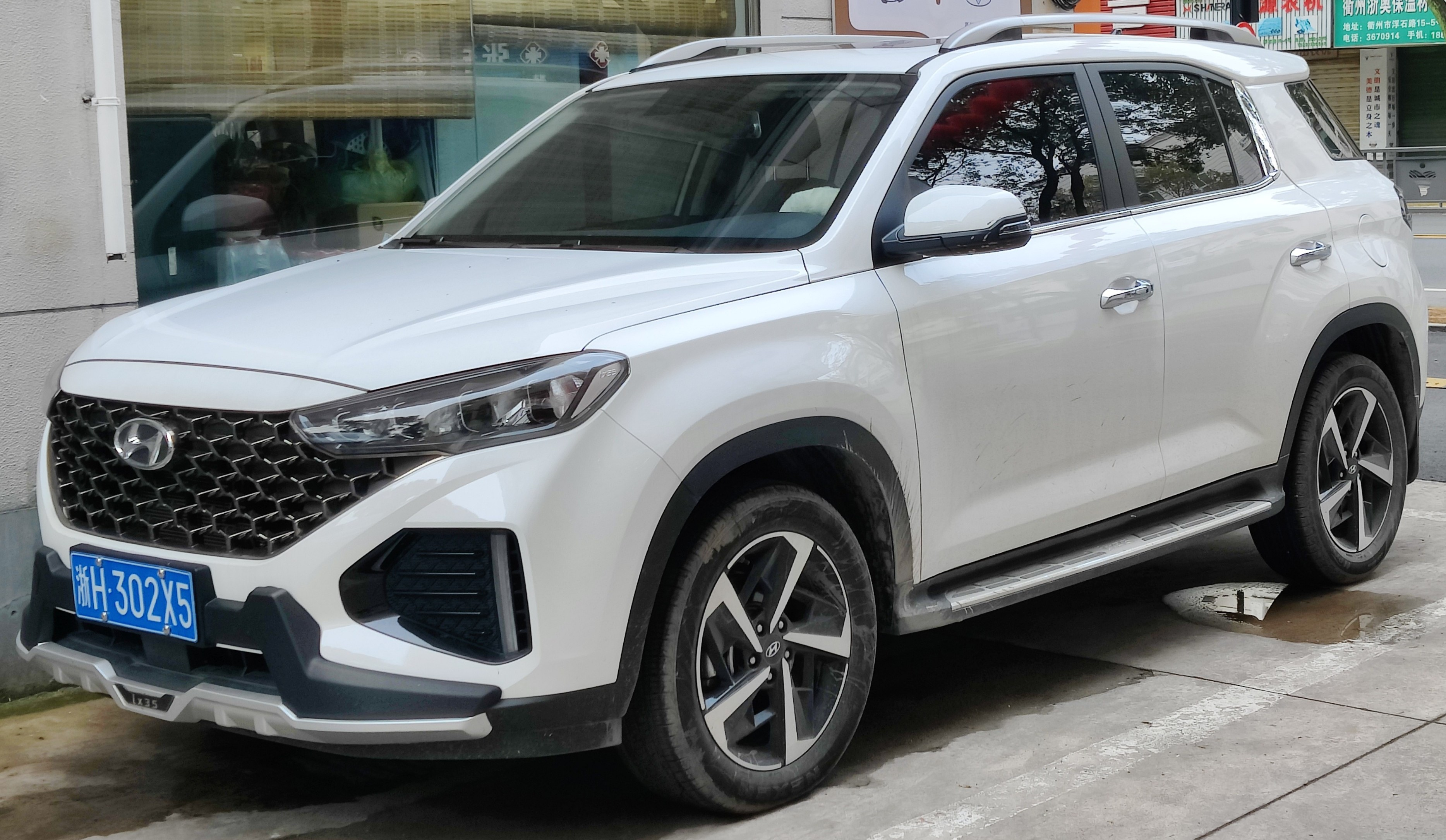
Фейслифтинг второго поколения Hyundai ix35
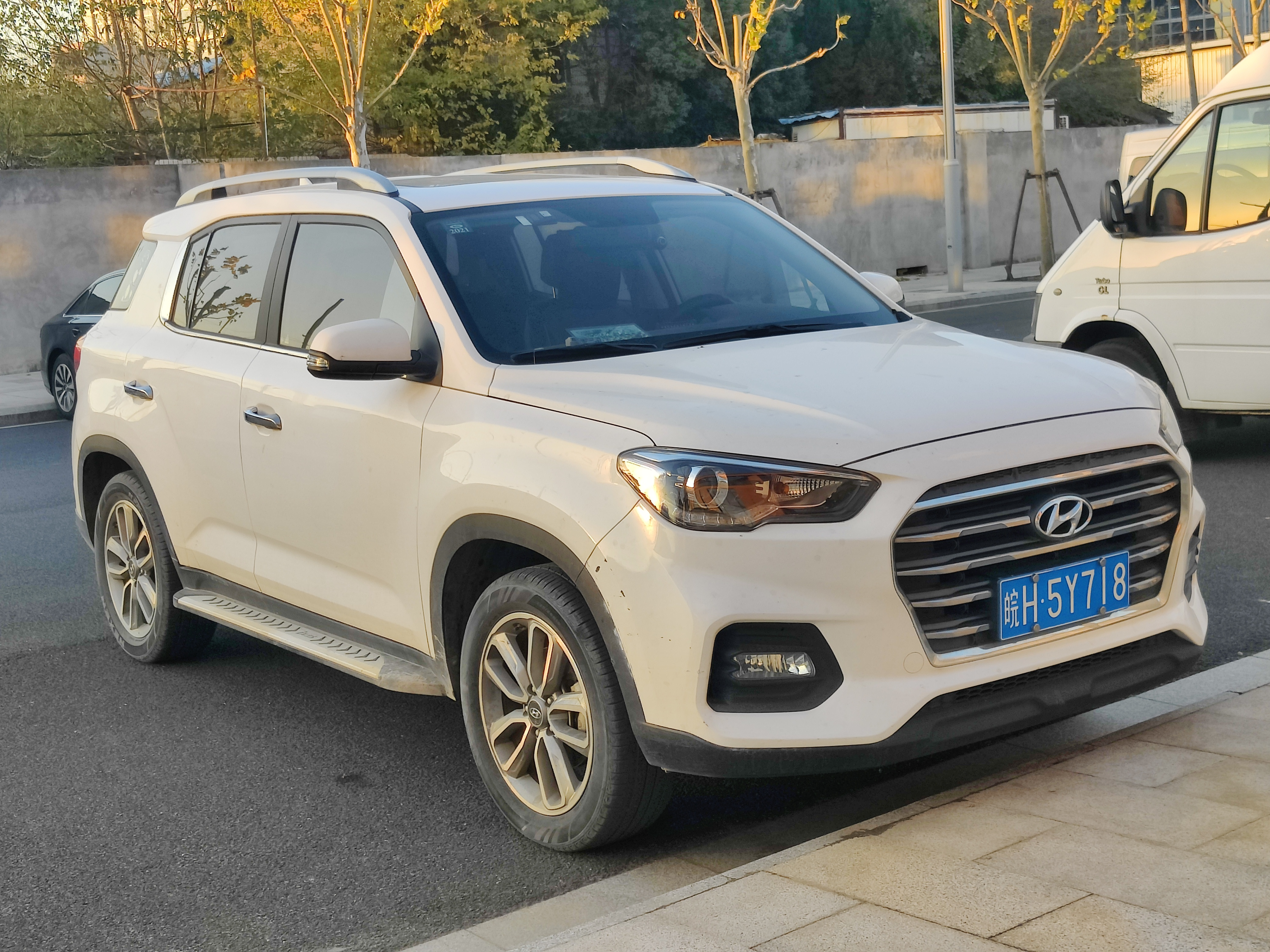
Hyundai ix35 II
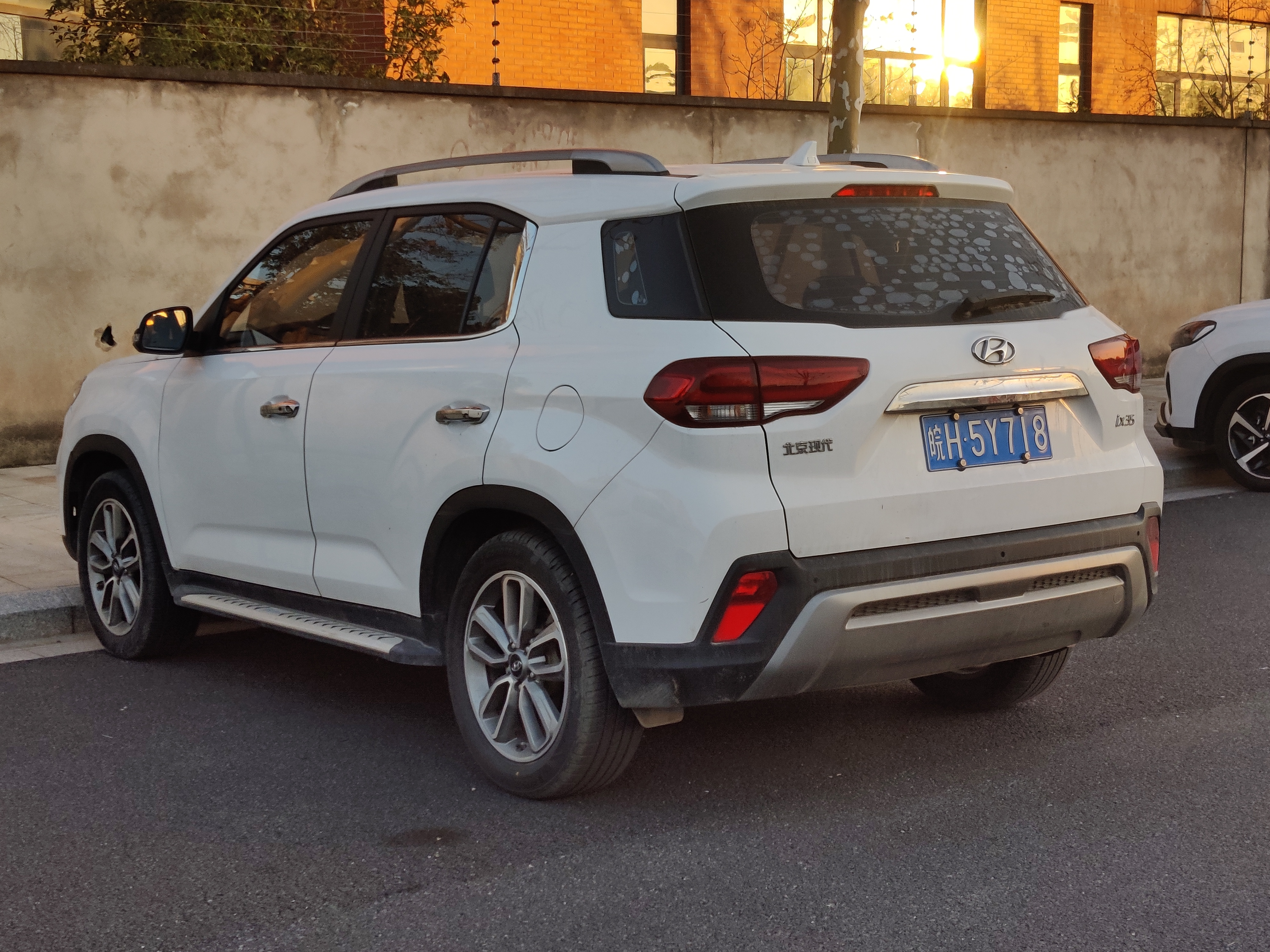
Вид сзади
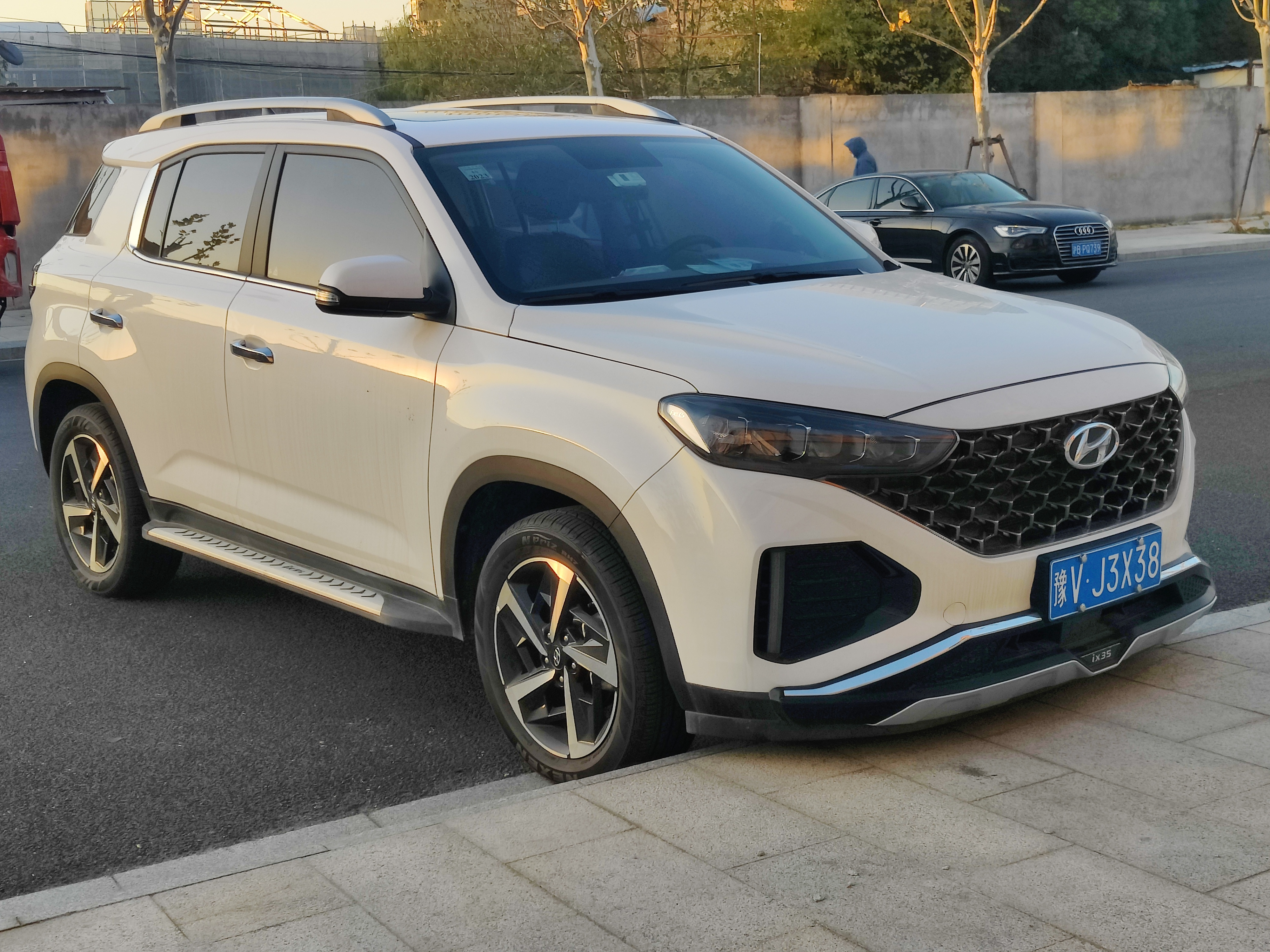
Фейслифтинг Hyundai ix35 II
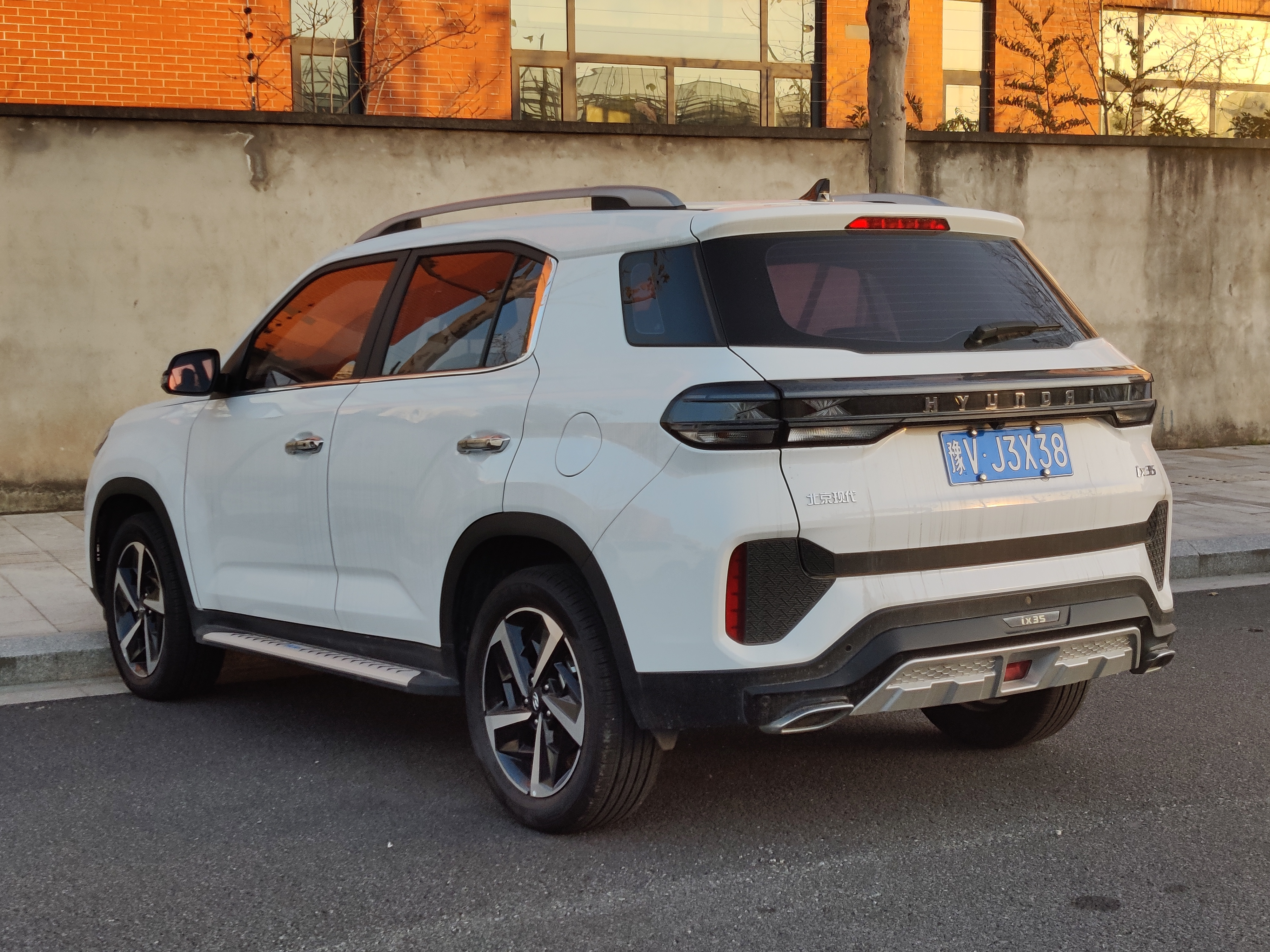
Фейслифтинг Hyundai ix35 II